# Tony Lawrence
Antony Lawrence detto Tony (Londra, 2 febbraio 1946) è un ex calciatore inglese naturalizzato canadese, di ruolo centrocampista.

## Carriera

### Nazionale
Ha partecipato ai Giochi Olimpici nel 1976 rappresentando la nazionale canadese.